# Physalaemus atlanticus
Physalaemus atlanticus är en groddjursart som beskrevs av Célio F.B. Haddad och Sazima 2004. Physalaemus atlanticus ingår i släktet Physalaemus och familjen Leiuperidae. IUCN kategoriserar arten globalt som sårbar. Inga underarter finns listade i Catalogue of Life.